# Gragnano (stacja kolejowa)
Gragnano (wł: Stazione di Gragnano) – stacja kolejowa w Gragnano, w regionie Kampania, we Włoszech. Znajdują się tu 2 perony.